# Another Day (U2)
Another Day is de tweede single die de Ierse band U2 uitbracht. De releasedatum was in februari 1980.
Het nummer is nooit op een album verschenen, en is daardoor een collector's item. Wat de single nog exclusiever maakt is dat hij alleen in Ierland is uitgebracht, dit was overigens in 7" formaat. Op die single staat ook het nummer Twilight.
Tijdens het concert wat U2 op 26 februari 1980 in het National Stadium in Dublin gaf, kondigde Bono dit nummer aan door te zeggen dat dit hun nieuwe single op het CBS label was en dat ze niet langer onder contract bij CBS stonden. Later die avond werden ze aangesproken door talent scout Bill Stewart van Island Records. Hij bood ze een contract bij zijn platenmaatschappij aan. Dit contract bleek later een groot belang te hebben gespeeld bij hun succes.
In 1982 werd Another Day samen met U2-3, 11 O'Clock Tick Tock en I Will Follow als 4x7" box uitgebracht in Ierland. Van deze 4 lp's was Another Day oorspronkelijk de enige op zwart vinyl, maar tijdens deze heruitgave werd het nummer ook op andere kleuren vinyl geperst.
Bono · The Edge · Adam Clayton · Larry Mullen jr.